# Skokówka
Skokówka (pronuncia [ s k ɔ k [ f k ha ] è una città appartenente alla Gmina di Zamość, del Powiat di Zamosc, a sua volta appartenente al Voivodato di Lublino, che si trova, nella parte orientale della Polonia.
Si trova a circa 4 chilometri a sud-ovest di Zamość (sede della gmina e del powiat ) e a 78 chilometri a sud-est di Lublino (capitale dell'omonimo voivodato).
La sua popolazione era di circa 410 abitanti nel 2006.

## Amministrazione
Dal 1975 al 1998, il villaggio è stato amministrato dall'ex Voivodato di Zamość. Dal 1999 fa parte del nuovo Voivodato di Lublino.